# Machetazos
Machetazos es el segundo EP de la banda mexicana de Grindcore Brujería, que fue lanzado el año de 1992, editado por Alternative Tentacles Records.
De este álbum se tomaron algunas canciones para su álbum debut Matando Güeros.
En este EP surge el primer cambio de alineación de la banda, siendo "Jr Hozicon" (Jello Biafra) remplazado por Pinche Peach en la tercera voz y Greñudo (Raymond Herrera
) en la batería, ya que Fantasma abandona la batería para operar como segundo vocalista.

## Lista de canciones
1. "Padre Nuestro"
2. "Molestando niños muertos"
3. "Grito de los soldados poseídos"
4. "Machetazos(Sacrificio II)"
5. "Castigo del Brujo"
6. "Cristo De La Roca"

## Créditos
Juan Brujo - Vocalista
Asesino - guitarrista
Güero Sin Fe - Batería
Pinche Peach - Segunda Voz
Fantasma - Tercera Voz
Greñudo - Bajo
- Datos: Q17621191